# Cry Pretty (singolo)
Cry Pretty è un singolo della cantante statunitense Carrie Underwood, pubblicato l'11 aprile 2018 come primo estratto dal sesto album in studio omonimo.

## Descrizione
Il brano è stato scritto dalla stessa interprete con Hillary Lindsey, Liz Rose e Lori McKenna e prodotto da Underwood e David Garcia. È composto in chiave di Fa diesis maggiore ed ha un tempo di 140 battiti per minuto. Riguardo alla canzone, la cantante ha affermato che «il titolo si riferisce a quando le emozioni prendono il sopravvento e non puoi trattenerle. Parla davvero di molte cose che sono successe nell'ultimo anno e spero che quando lo ascolterete, potrete mettere in relazione quei sentimenti con quei momenti della vostra vita. È emozionante. È vero. E spacca!».

## Accoglienza
Cry Pretty è stata accolta positivamente da parte della critica specializzata. USA Today ha commentato che «la traccia è un promettente ritorno per Underwood, con una melodia immediatamente più memorabile di The Champion [...] Cry Pretty mostra Underwood in piena modalità di empowerment, anche se non sempre ha il controllo delle sue emozioni». È stata piazzata prima in una lista stilata da Billboard delle migliori canzoni country dell'anno, e undicesima in una lista analoga di Rolling Stone.
Nel corso del 2018 è stato candidato per un Teen Choice Award e un CMA Award, mentre l'anno successivo ha vinto un CMT Music Award nella categoria "Video dell'anno".

## Video musicale
Il videoclip, diretto da Randee St. Nicholas, è stato reso disponibile il 6 maggio 2018.

## Esibizioni dal vivo
Carrie Underwood si è esibita con Cry Pretty per la prima volta il 15 aprile 2018, in occasione degli ACM Awards, che ha segnato la sua prima apparizione pubblica da novembre 2017. A fine performance ha ricevuto una standing ovation e Billboard l'ha definita la migliore della serata. L'ha poi presentata, tra maggio e agosto dello stesso anno, alla semifinale di American Idol, al Grand Ole Opry, ai CMT Music Awards e al CMT Music Fest.

## Tracce
1. Cry Pretty – 4:06

## Successo commerciale
Nella settimana del 28 luglio 2018 Cry Pretty ha venduto 51 000 copie digitali e accumulato 3,8 milioni di riproduzioni streaming negli Stati Uniti, esordendo alla 48ª posizione della Billboard Hot 100, giungendo in vetta alla Digital Songs e regalando a Carrie Underwood la sua prima numero uno nella classifica. È diventata anche la prima canzone country a riuscirci da Burnin' It Down di Jason Aldean del 2014 e la prima femminile del medesimo genere da Begin Again di Taylor Swift del 2012. Nella Country Airplay, classifica radiofonica redatta da Billboard, ha raggiunto il 9º posto grazie ad un'audience pari a 24,3 milioni di ascoltatori, divenendo la ventisettesima top ten consecutiva della cantante ed espandendo così il suo record come artista ad averne accumulato il maggior numero in modo ininterrotto dall'inizio della carriera.

## Classifiche
| Classifica (2018) | Posizione massima |
| ----------------- | ----------------- |
| Canada            | 83                |
| Stati Uniti       | 48                |